# جووي
لي جوو-وون (هانغل: 이주원؛ ولدت في 18 أغسطس 1999) والمعروفة باسمها المسرحي جووي (주이)، مغنية ومغنية راب كورية جنوبية. وهي عضوة سابقة في فرقة الفتيات مومولاند التابعة لـ أم ال دي إنترتيمنت.

## الحياة الشخصية
ولدت جووي في سول، كوريا الجنوبية، ولديها شقيق أكبر اسمه ليي مين جاي. في إحدى حلقات راديو ستار، كشفت جووي أنها خضعت لعملية تجميل أنف قبل انضمامها إلى شركتها الحالية. استشهدت جووي بالمغنية آي يو كقدوة لها، قائلة «بالطبع هي مغنية رائعة، لكني أجد أنه من المحترم أيضًا أن لديها منظور واضح للغاية، ويمكنك أن تشعر بذلك في موسيقاها.»
درست جووي وتخرجت من مدرسة الدامون الابتدائية ومدرسة يونغنيم المتوسطة، وتخرجت أيضًا من مدرسة هانليم متعددة الفنون في 9 فبراير 2018.

## المهنة
في عام 2016، أصبحت جووي متسابقة في إيجاد مومولاند ، وهو برنامج مخصص لاختيار أعضاء فرقة الفتيات الجديدة مومولاند. في يونيو 2016، تم اختيار جووي جنبًا إلى جنب مع نانسي وآهين وهايبين ويونوو وجين ونايون ليكونوا المتأهلين النهائيين السبعة للبرنامج. بعد اختيار الأعضاء، تم تشكيل الفرقة وظهرت لأول مرة رسميًا مع البوم مصغر تم إصداره في 10 نوفمبر 2016.
في عام 2018، ظهرت جووي في كينغ أوف ماسك سينغر.

## مشاريع أخرى
في عام 2018 أصبحت جووي سفيرة لعلامة التجميل بيكر 7. وقد صورت أيضًا إعلانًا لـ صودا تروبيكانا الفوارة وجي سي25 ، وكلاهما في عام 2017. وقد أعلنت ايضًا لـ جورونسان بارموند في عام 2018 ولمسة أم في عام 2019.